# Tom-Wright-Rücken
Tom-Wright-Rücken är en bergstopp i Antarktis. Den ligger i Östantarktis. Nya Zeeland gör anspråk på området. Toppen på Tom-Wright-Rücken är 1 821 meter över havet, eller 329 meter över den omgivande terrängen. Bredden vid basen är 5,8 km.
Terrängen runt Tom-Wright-Rücken är huvudsakligen lite bergig. Trakten är obefolkad. Det finns inga samhällen i närheten.